# Document (album)
Albums de R.E.M.
Dead Letter Office
(1986) Eponymous
(1988)
Document est le cinquième album du groupe de rock américain R.E.M.. Il est sorti en 1987, quelques mois après la sortie de la compilation Dead Letter Office et est le dernier album original enregistré par le groupe pour le label I.R.S. Records.

## Détails
Document est le premier album de R.E.M. coproduit par Scott Litt et le groupe, une collaboration qui se poursuivra sur les albums suivants Green, Out of Time, Automatic for the People, Monster et New Adventures in Hi-Fi. Cet album donne à R.E.M. son premier single à atteindre le Top 10 des classements américains avec le hit The One I Love (classé n°9) et leur permet d’obtenir leur premier disque de platine.
Avec Document, leur contrat avec I.R.S se termine. Sur le point de devenir un groupe de rock majeur – peut-être au grand dam de leurs fans d’origine – R.E.M. signe un contrat de cinq albums l’année suivante avec une major du disque : Warner Bros. et voit leur fortune commerciale s’accroître de manière exponentielle.

### Chansons
Exhuming McCarthy établit un parallèle explicite avec la chasse aux sorcières de l’époque de Joseph McCarthy et le renforcement de l’expansionisme américain pendant les années Reagan, en particulier l’Irangate. Démarrant au son du clic-clac d’une machine à écrire, elle contient également un extrait d’un discours de Joseph Welch qui mena les auditions contre McCarthy : Let us not assassinate this lad further, Senator.... You've done enough. Have you no sense of decency, sir, at long last? Have you left no sense of decency?'
Strange est une reprise d’une chanson du groupe post-punk Wire. Cette version a des paroles légèrement modifiées : telles que Michael’s nervous and the lights are bright.
R.E.M. élargit ses horizons musicaux avec l’apparition du dulcimer sur King of Birds et du saxophone sur Fireplace. Ces expérimentations amèneront le groupe à adopter la mandoline, qui apparaît sur de nombreuses chansons des albums suivants Green et Out of Time. Du coup, les membres du groupe sont amenés à changer d’instrument sur scène et en studio pour créer de nouveaux sons et continuer à évoluer.

### Pochette
Sur la pochette originale figure le message File under Fire, une référence à ce que Michael Stipe considère comme étant le thème central des paroles de l’album : le feu. Un message similaire apparaissait déjà sur le second album Reckoning, ainsi que sur la compilation Eponymous (File under grain). Deux propositions rejetées de titre de l’album -R.E.M. No. 5 et Table of Content- sont inscrits sur la pochette. Les autres titres rejetés étaient Mr. Evil Breakfast, Skin Up with R.E.M. et Last Train to Disneyland (ce dernier était une suggestion de Peter Buck, qui estimait que l’Amérique sous la présidence de l’ancien acteur Ronald Reagan commençait à ressembler de plus en plus au fameux parc d’attraction).

### Réédition en 2005
En 2005, Capitol Records (dont la filiale EMI détient les droits du label I.R.S) a sorti une édition DualDisc de Document qui inclut une version remasterisée de l’album, un DVD-Audio, avec un mix DTS et Dolby Digital 5.1 réalisé par Elliot Scheiner accompagné du livret du CD original.

### Succès critique
En 1989, l’album était classé n°41 dans la liste des « 100 meilleurs albums des années 80 » du magazine Rolling Stone. En 2006, il s’est classé n°49 dans un sondage des lecteurs du magazine Q interrogés sur leurs « Meilleurs albums de tous les temps ».
L'album est cité dans l'ouvrage de référence de Robert Dimery « 1001 albums qu'il faut avoir écoutés dans sa vie ».

## Titres
Toutes les chansons sont de Bill Berry, Peter Buck, Mike Mills et Michael Stipe, sauf là où c’est indiqué.
1. Finest Worksong – 3:48
2. Welcome to the Occupation – 2:46
3. Exhuming McCarthy – 3:19
4. Disturbance at the Heron House – 3:32
5. Strange (B.C. Gilbert, Graham Lewis, Colin Newman, Robert Gotobed) – 2:31
6. It's the End of the World as We Know It (And I Feel Fine) – 4:05
7. The One I Love – 3:17
8. Fireplace – 3:22
9. Lightnin' Hopkins – 3:20
10. King of Birds – 4:09
11. Oddfellows Local 151 – 5:21

### Réédition en CD The IRS Years
Le 11 mai 1992, EMI réédite Document avec six titres bonus :
1. Finest Worksong (Other Mix) – 3:47
2. Last Date (Floyd Cramer) – 2:16
3. The One I Love (Live)[7] – 4:06
4. Time After Time Etc... (Live) – 8:22
5. Disturbance at the Heron House (Live) – 3:26
6. Finest Worksong (Lengthy Club Mix) – 5:52

## Membres
- Bill Berry – batterie, chant
- Peter Buck – guitare
- Mike Mills – basse, chant
- Michael Stipe – chant

### Membres additionnels
- Steve Berlin – cuivres
- Carl Marsh – Fairlight CMI

## Classements

### Album
| Année | Classement        | Position         |
| ----- | ----------------- | ---------------- |
| 1987  | The Billboard 200 | 10 (33 semaines) |
| 1987  | UK Albums Chart   | 28 (5 semaines)  |

### Singles
| Année | Chanson                                                   | Classement                       | Position |
| ----- | --------------------------------------------------------- | -------------------------------- | -------- |
| 1987  | It's the End of the World as We Know It (And I Feel Fine) | Billboard Mainstream Rock Tracks | 16       |
| 1987  | It's the End of the World as We Know It (And I Feel Fine) | UK Singles Chart                 | 39       |
| 1987  | It's the End of the World as We Know It (And I Feel Fine) | Billboard Hot 100                | 69       |
| 1987  | The One I Love                                            | Billboard Hot 100                | 9        |
| 1988  | The One I Love                                            | Billboard Mainstream Rock Tracks | 2        |
| 1988  | Finest Worksong                                           | Billboard Mainstream Rock Tracks | 28       |
| 1988  | Finest Worksong                                           | UK Singles Chart                 | 50       |
| 1991  | The One I Love                                            | UK Singles Chart                 | 16       |

## Certifications
| Organisation | Niveaul | Date            |
| ------------ | ------- | --------------- |
| RIAA – U.S.  | Or      | 2 novembre 1987 |
| RIAA – U.S.  | Platine | 25 janvier 1988 |